# Horses' Collars
Horses' Collars é a quinta curta-metragem lançada pela Columbia Pictures em 1935, estrelando o grupo estadunidense de comédia pastelão Os Três Patetas (Moe Howard, Larry Fine e Curly Howard).

## Sinopse
Os patetas são os detetives do Velho Oeste. Eles foram enviados para pagar uma dívida de Decker (Fred Kohler), um cruel assassino que planeja tomar posse do rancho que pertence legalmente a Nell (Dorothy Kent). Após uma tentativa mal-sucedida em um salão, os Patetas se dirigem para o esconderijo de Decker.